# R.O.B.

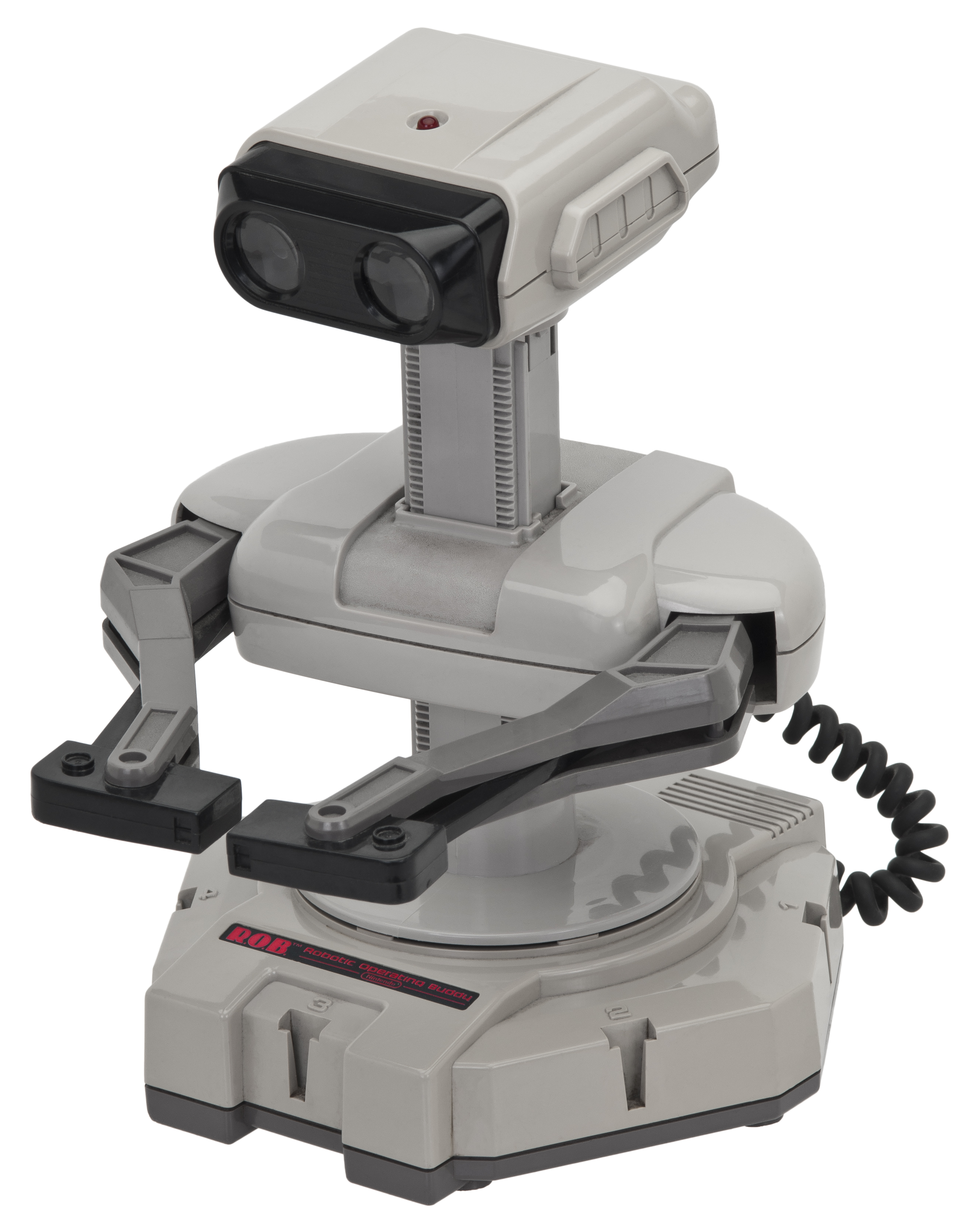
R.O.B.

R.O.B (Robotic Operating Buddy) är ett tillbehör till spelkonsolen NES. Den lanserades juli 1985 i Japan och något senare samma år i Nordamerika. Tillbehöret hade en ganska kort livslängd på marknaden och fungerade bara till två spel Gyromite och Stack-Up. R.O.B. lanserades för att marknadsföra Nintendos konsol som en leksak i jämförelse med andra datorspel. Detta gjordes för att minska detaljhandelns oro efter TV-spelskraschen i Nordamerika 1983. Detta marknadsföringsdrag rankade som femma i Gamespys lista över 25 smartaste dragen i datorspelshistorien.

## R.O.B. i TV-spel
R.O.B. förekommer i några olika spel, bland annat som en spelbar karaktär i Super Smash Bros. Brawl, Mario Kart DS och Super Smash Bros. Ultimate.